# Guerreros de Acapulco
Il Guerreros de Acapulco è stata una società calcistica messicana, con sede ad Acapulco.

## Storia
Il club nacque nel 1986 quando il Surianos de Iguala si trasferì nella città di Acapulco cambiando nome in Club Guerreros de Acapulco. Prese parte alla Segunda División "B", terzo livello calcistico del paese ed adottò un'uniforme rosso-blu.
Al termine della stagione 1989-1990 venne promosso in Segunda División dopo essere terminato secondo nella seconda fase del campionato, alle spalle del Cachorros Zamora. La permanenza nel secondo livello messicano durò una sola stagione, che il club concluse al quartultimo posto retrocedendo nuovamente in Segunda B.
Nelle tre stagioni seguenti non ottenne risultati di rilievo ma in vista della stagione 1994-1995 fu invitato a prendere parte alla Primera "A", nuovo format della seconda divisione nazionale. Nella nuova lega disputò tre stagioni senza riuscire a qualificarsi nella Liguilla, dopodiché cedette la franchigia agli Halcones de Querétaro nel 1997.
Nel 2001 acquisì la franchigia del Marte cambiando denominazione in Potros Guerrero e partecipando alla seconda divisione in qualità di club filiale dell'Atlante. Disputò il torneo Invierno 2001 con questo nome, cambiandolo poi nel semestre seguente a favore di Deportivo Acapulco. Ripescato al termine del campionato 2001-2002, riuscì a raggiungere le semifinali di Liguila nel torneo Invierno 2002 perdendo contro il La Piedad con un punteggio complessivo di 3-0.
Nel torneo di Clausura 2004 dovette trasferirsi per alcune partite a Ciudad Nezahualcóyotl e prima dell'inizio della stagione 2004-2005 la franchigia cambiò definitivamente sede andando a formare il Potros Neza.
Nel 2009 il club fu riformato dal Grupo Pegaso tramite l'acquisizione dei Pioneros de Cancún e partecipò alla Liga Premier - Serie A con una divisa giallo-blu, in netto contrasto con quella originaria. Nel 2012 si trasferì ad Oaxaca de Juárez per disputare il torneo di Clausura, al termine del quale si sciolse definitivamente.

## Cronistoria del nome
- Guerreros Acapulco: (1986-1997, 2009-2012) Nome originale del club fino alla prima scomparsa nel 1997, riacquisito dal 2009 al 2012.
- Potros Guerrero: (2001) Nome del club dopo l'acquisizione del Potros Marte.
- Deportivo Acapulco: (2002-2004) Nome del club dal Torneo Verano 2002 alla cessione al Potros Neza del 2004.

## Strutture

### Stadio
I Guerreros hanno giocato le partite interne all'Unidad Deportiva Acapulco fino al 2012, quando si trasferirono all'Estadio Benito Juárez.